# ريتشارد د. دين
ريتشارد د. دين (بالإنجليزية: Richard D. Dean)‏ هو عسكري أمريكي، ولد في 27 مايو 1929.